# 巴尔韦德-德巴尔德拉卡萨
巴尔韦德-德巴尔德拉卡萨（西班牙語：Valverde de Valdelacasa，意为“巴尔德拉卡萨的巴尔韦德”）是西班牙卡斯蒂利亚-莱昂萨拉曼卡省的一个市镇。 总面积8平方公里，总人口73人（2001年），人口密度9人/平方公里。